# Termodispersione
Termodispersione è il termine con cui viene indicato l'insieme dei processi mediante cui si realizza la liberazione di calore dalla superficie corporea.
La termodispersione insieme alla termogenesi (produzione del calore) contribuisce a tenere costante la temperatura corporea (termoregolazione). La termodispersione è particolarmente importante in caso di aumento della temperatura corporea (febbre), che richiede un supplemento di liquidi;  può essere agevolata attraverso l'applicazione di compresse inumidite con acqua fresca su fronte, polsi, caviglie.
I processi biologici producono calore e la termodispersione è assicurata dal sudore, dall'eliminazione di urina, dalla respirazione e dalla perspiratio insensibilis. Naturalmente questi processi comportano l'eliminazione di acqua che pertanto dev'essere reintegrata, per non incorrere in fenomeni disidratativi ed ipertermici.
Nei casi in cui è invece importante mantenere il calore corporeo in emergenze (neonati prematuri e sottopeso, soccorsi in montagna, assideramento ecc), in attesa  dei soccorsi si deve avvolgere i soggetti nelle apposite coperte metallizzate o, in mancanza delle stesse, in involucri di plastica a loro volta protetti da coperte normali, che appunto impediscono l'ulteriore dispersione di calore.